# Venčane
Venčane (en serbe cyrillique : Венчане) est une localité de Serbie située dans la municipalité d'Aranđelovac, district de Šumadija. Au recensement de 2011, elle comptait 1 317 habitants.

## Démographie
| 1948  | 1953  | 1961  | 1971  | 1981  | 1991  | 2002  | 2011  |
| ----- | ----- | ----- | ----- | ----- | ----- | ----- | ----- |
| 2 404 | 2 440 | 2 235 | 1 938 | 1 895 | 1 695 | 1 576 | 1 317 |

|  |